# Icône russe postmongole
Les icônes russes postmongoles sont celles qui sont produites en Russie à partir du milieu du XIIIe siècle et durant les siècles qui suivent, malgré la dévastation subie entre 1227 et 1240 du fait de la Horde d'or mongole. La Russie ne sera libérée de cette Horde d'or, qu'à la fin du XVe siècle, en 1480, par Ivan III, grand prince de Vladimir et de Moscou. Il ne faut toutefois pas creuser un fossé entre les œuvres pré-mongoles et celles de la période postmongole. Après, comme avant l'invasion mongole, Novgorod et les autres écoles russes continuent à puiser à la source de l'art byzantin.

## Les invasions mongoles et l'iconographie du milieu et de la fin duXIIIesiècle

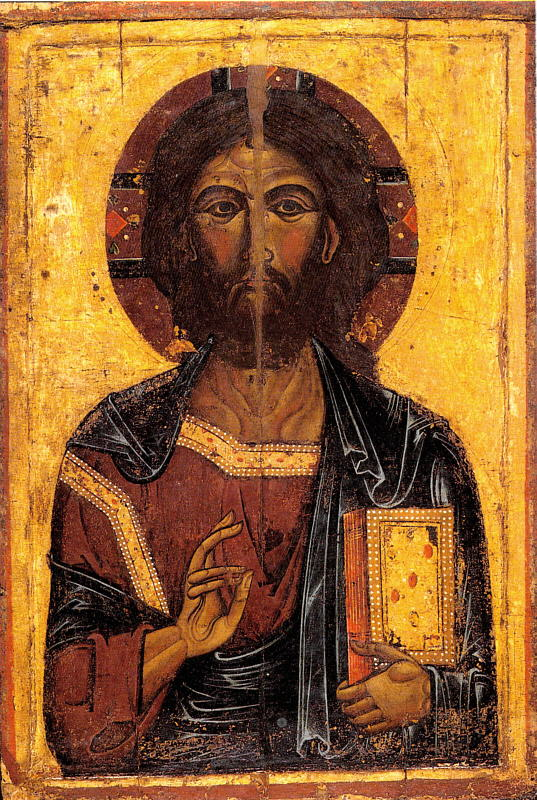
Christ Sauveur de Gavchinki - milieu XIIIe siècle. Musée Roublev de Moscou

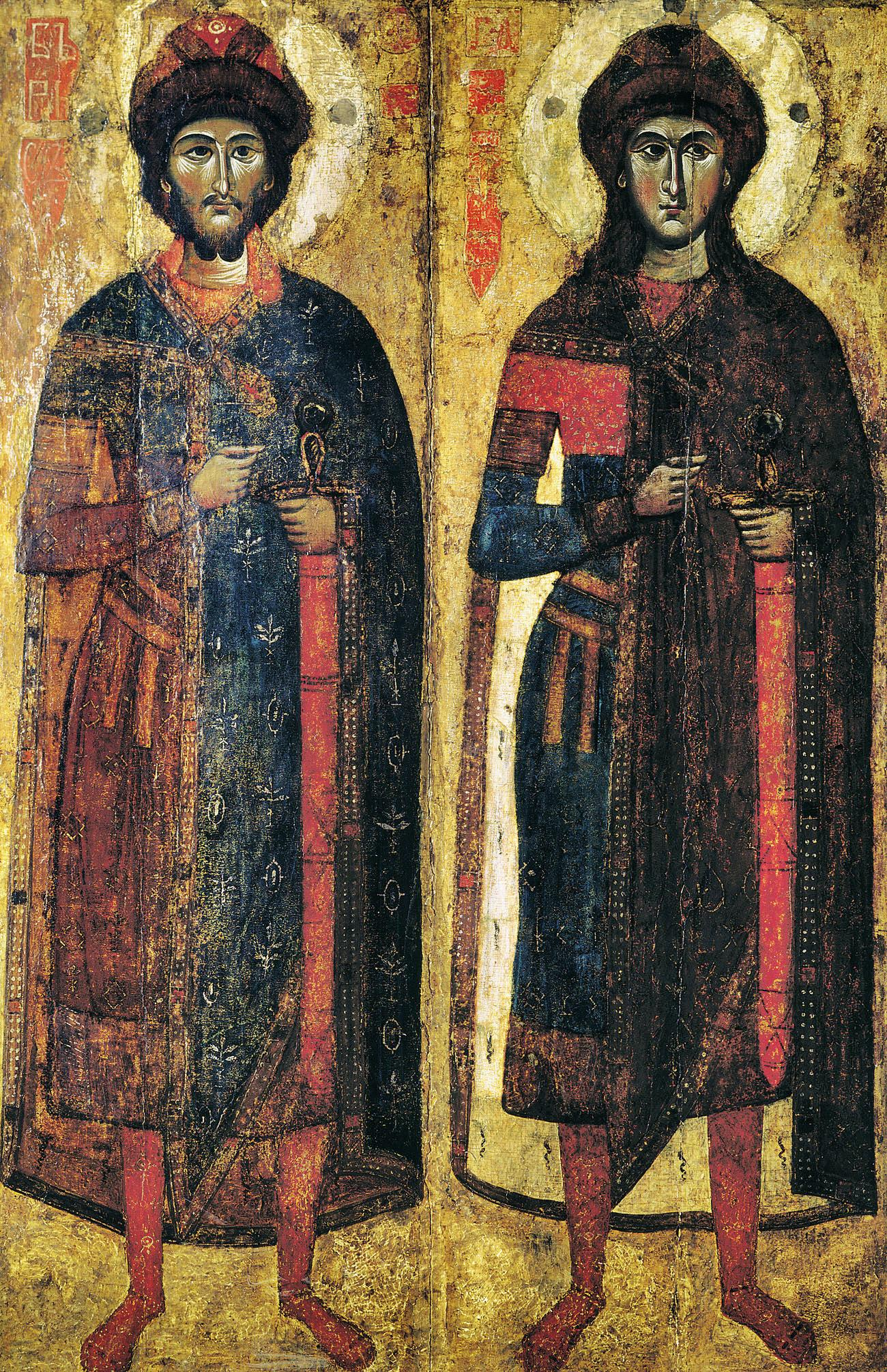
Boris et Gleb (icône du monastère de Savvo-Vicherski) première moitié du XIIIe siècle. Musée d'art russe à Kiev.

La dévastation de la Rus' par les troupes mongoles de Batu en 1237-40 a exercé une grande influence sur le développement de l'iconographie. Les principautés russes du sud et de l'ouest sont détruites et passent, avec le temps, sous la domination du Grand-duché de Lituanie. Après les dévastations, les centres politiques et religieux se déplacent peu à peu vers la Rus' du nord-est. En 1299, le métropolite Maxime de Kiev transfère le siège de son diocèse de Kiev à Vladimir sur la Kliazma. Les régions du nord-est, bien que gravement touchées par l'invasion mongole, voient renaître la vie artistique et le travail dans les ateliers de peintres d'icônes à Rostov Veliki. Les villes de Novgorod et Pskov ne furent pas touchées par ces invasions mongoles mais celles-ci influencèrent, malgré tout, grandement leur culture.
L'examen d'une série d'icônes provenant de différents ateliers et qui datent du milieu du XIIIe siècle montre bien comment, sous l'influence de la nouvelle situation historique, l'iconographie russe s'est modifiée. Une harmonie nouvelle ressort de celles-ci, qui est tout à fait particulière et dont l'inspiration est de provenance byzantine.
Ainsi en va-t-il du «Sauveur de Gavchinki», au musée Andreï Roublev de Moscou. Proche de celle-ci
également l'icône de Boris et Gleb qui est peut-être originaire de Novgorod ou de Tver, fut réalisée à la fin du XIIIe siècle et reflète bien l'héritage des siècles précédents.

### Novgorod

Saint Jean Climaque et saints Georges de Lydda et Vlasov (ou Blaise)./Свв. Иоанн Лествичник, Георгий и Власий / 2e moitié XIIIe siècle Musée russe.

Entre la déchéance de Kiev et l'avènement de Moscou, Novgorod occupe le devant de la civilisation russe. Son évolution est moins écourtée que celle de Kiev et Vladimir. 
Dans les icônes de Novgorod de cette époque s'expriment clairement les traits archaïques, et ce, dès la première moitié du XIIIe siècle. La rigidité nouvelle du trait témoigne d'une rupture avec la tradition qui précède. Mais de telles figures simples et puissantes plaisaient à Novgorod.
Ces nouvelles particularités se renforcent encore à la fin du siècle. Le travail d'étude du volume des formes disparaît presque entièrement et les tonalités claires sont utilisées avec des traits sévères, prononcés. La plupart des icônes apparaissent sur des fonds rouges. On peut citer celle de Saint «Jean Climaque entouré de saint Georges de Lydda et saint Vlasov » (Musée russe).

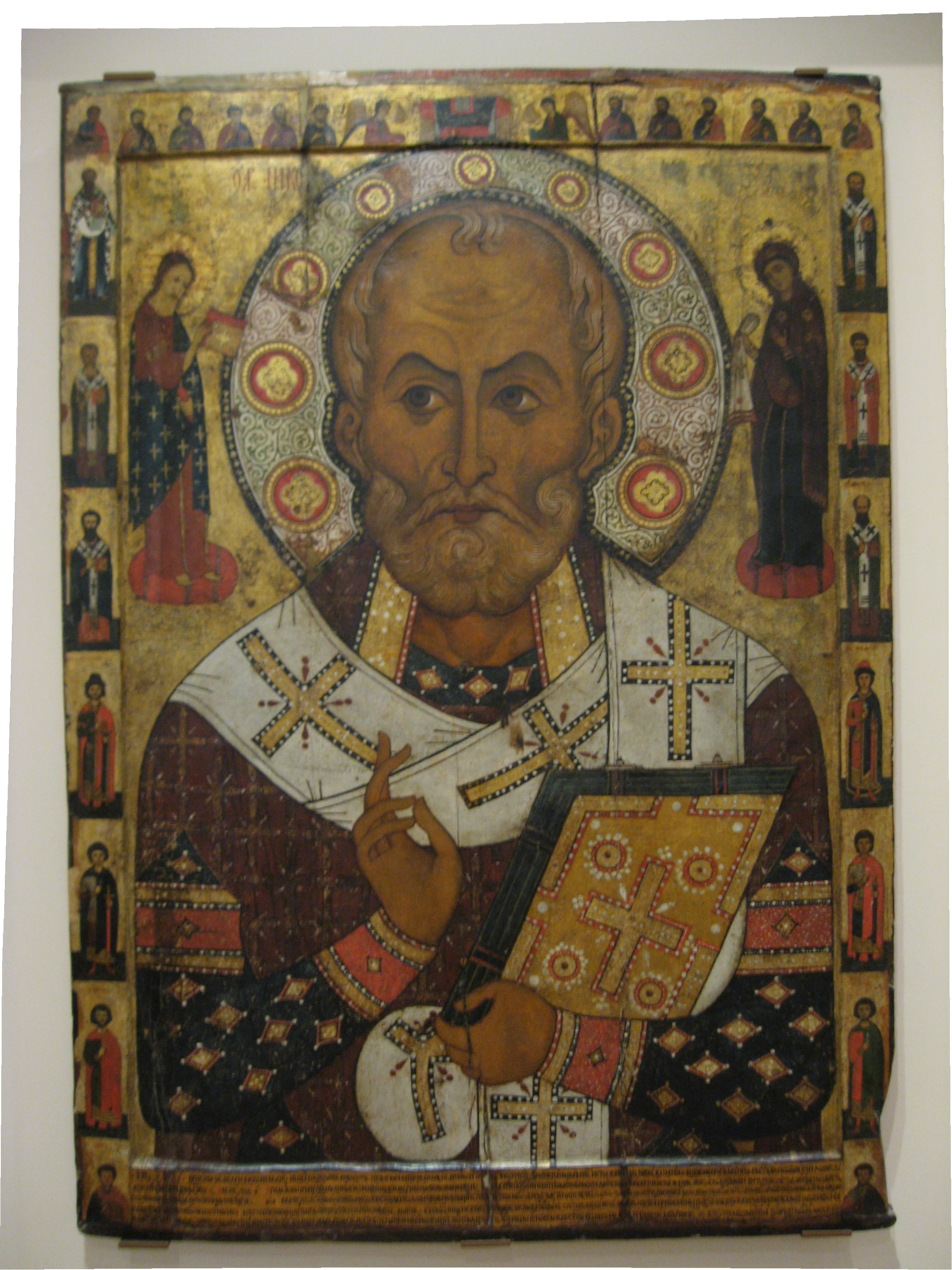
Nicolas Lipenski par Alex Petrov. 1294. Musée-réserve de Novgorod

La grande icône de Nicolas Lipno provenant de l' Église Saint-Nicolas sur la Lipna est bien datée et attribuée. Sous l'icône sont indiqués le nom du peintre (Alex Petrov), et l'année de réalisation 1294. Le saint est représenté en buste entouré d'une série de saints sur le pourtour. Près de sa tête sont représentés le Christ et Notre-Dame tendant les évangiles et un omophorion (l'image fait référence à un miracle qui aurait eu lieu durant le Premier concile de Nicée). La figure du Saint est représentée à plat, mais le visage est réalisé avec soin et peint avec des transitions de tonalités délicates. De nombreux ornements sont représentés sur les vêtements et sur le nimbe du Saint. Mais surtout l'icône fait déjà ressentir un lien avec les traditions d'Europe occidentales.

### La Rus' du Nord-Est

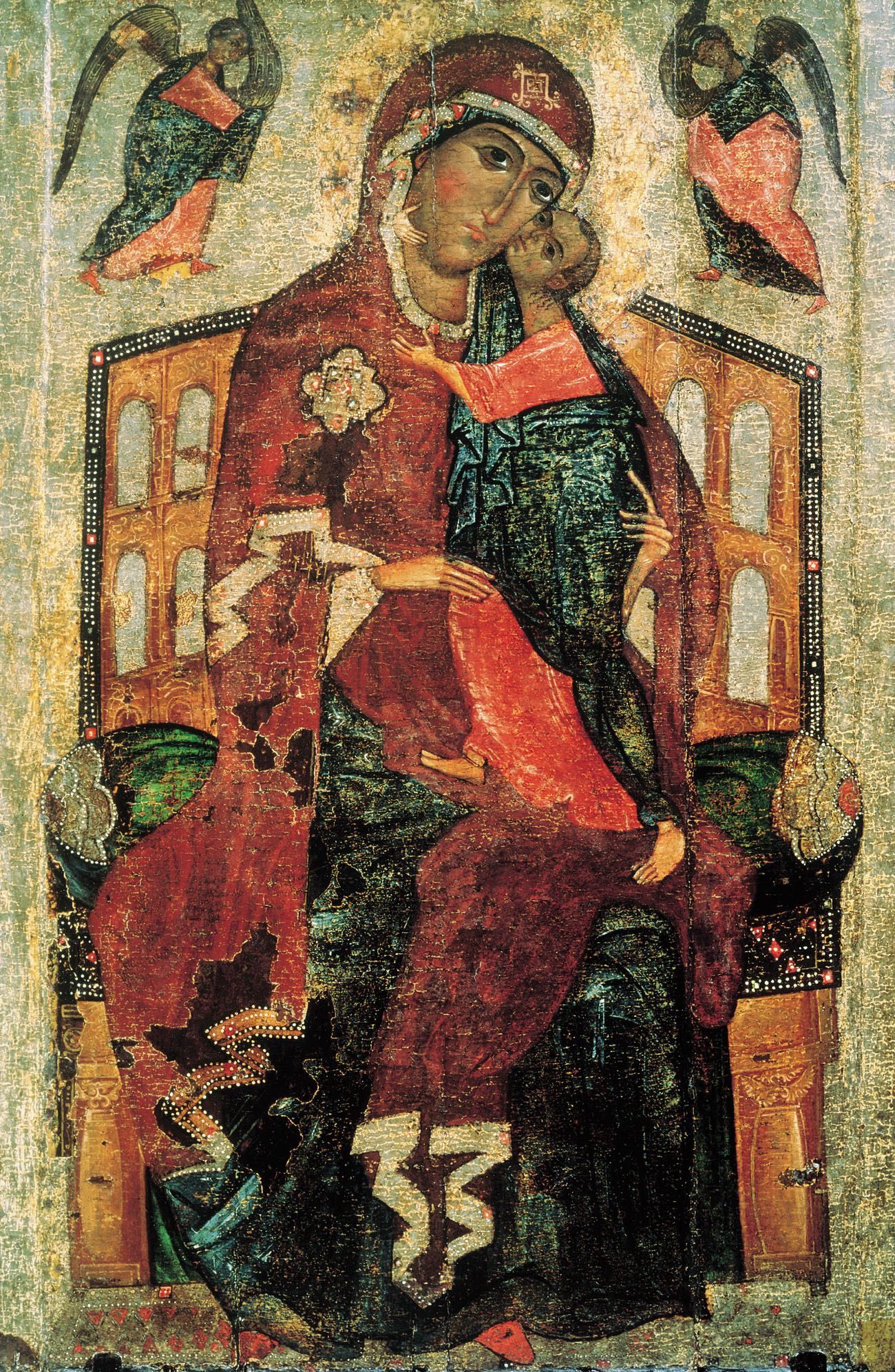
La Vierge de Tolga («Толгская Первая»). Fin XIIIe siècle/début XIVe siècle. Galerie Tretiakov.

Au nord-est de la Rus' la vie artistique ne s'interrompt pas entièrement et un artel de peintres d'icônes continue de travailler à la cour de Rostov. Leur production se différencie de celle des autres villes, notamment de celle de la ville de Vologda et d'autres villes du nord russe. Les icônes de Rostov diffèrent également des icônes pré-mongoles par leur plus grande expressivité, la précision et le mouvement du trait. Par rapport à celles de Novgorod, elles sont plus délicates et artistiques. Elles frappent par le raffinement délicat des combinaisons de couleurs. Les visages sont peints en relief presque comme des sculptures. Les couleurs qui dominent sont les bruns et les rouges.

Aux environs de 1272—1276 est réalisée l'Icône Fiodorovskaïa de la Mère de Dieu conservée à Kostroma. Son iconographie reprend celle de Notre-Dame de Vladimir à quelques détails près. Elle a été restaurée au XVIIe siècle. 
La grande icône de Notre-Dame sur le trône, provenant du Monastère de Tolga de Iaroslavl (appelée aussi La Vierge de Tolga (Galerie Tretiakov), a conservé un lien avec les images solennelles du début du XIIIe siècle, alors qu'elle date du début du XIVe siècle (1314). Notre-Dame est assise et tient l'Enfant-Jésus de ses mains tandis que celui-ci esquisse un pas sur ses genoux pour se rapprocher d'elle. Les visages se touchent comme dans les icônes éléousa. Dans les coins supérieurs du cadre deux anges s'inclinent, les bras pliés. Les proportions de l'icône sont exagérées pour créer plus d'expressivité. Les différentes couleurs utilisées s'harmonisent subtilement sur un fonds de décor argenté. Les expressions des visages et l'attitude de l'enfant Jésus incitent à une contemplation recueillie.

Un peu plus tard fut réalisée une deuxième icône de Notre-Dame de Tolga qui a été vénérée pour ses miracles et qui est conservée au Monastère de Tolga.

Elle se démarque par l'expression dramatique du visage de la Vierge.

L'icône de l'Archange Saint-Michel qui provient de l'église d’Iarsolavl du même nom est conservée à la galerie Tretiakov. Elle date de 1299-1300 environ. L'archange est habillé de vêtements somptueux avec au bras une écharpe, dans la main droite un sceptre et dans la gauche un médaillon représentant le Christ Emmanuel dont l'image a été endommagée. L'icône abonde d'ornements précieux, les joues sont coloriées de rouge.

L'artel de Rostov continua à produire des icônes au cours du XIVe siècle, qui conservaient les mêmes caractéristiques propres. Puis se produit un nouveau retour vers l'art byzantin.

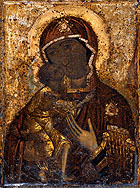
Notre-Dame de Féodorof-fin XIIIe siècle
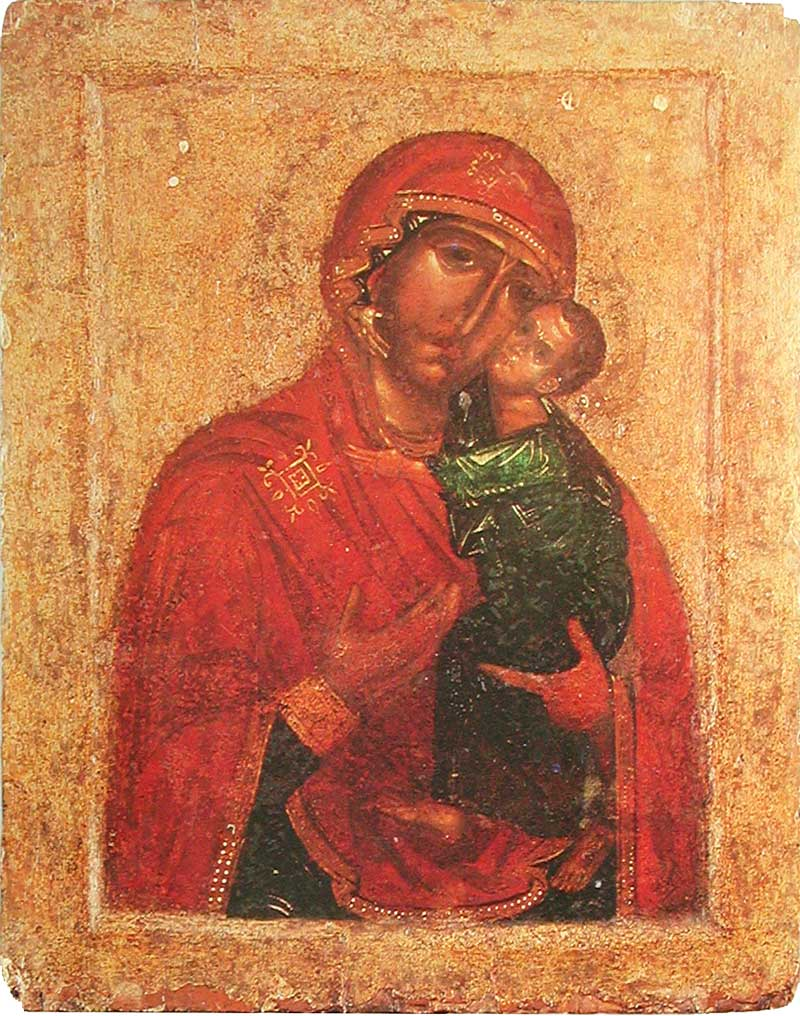
La Vierge de Tolga icône de Notre-Dame de Tolga II
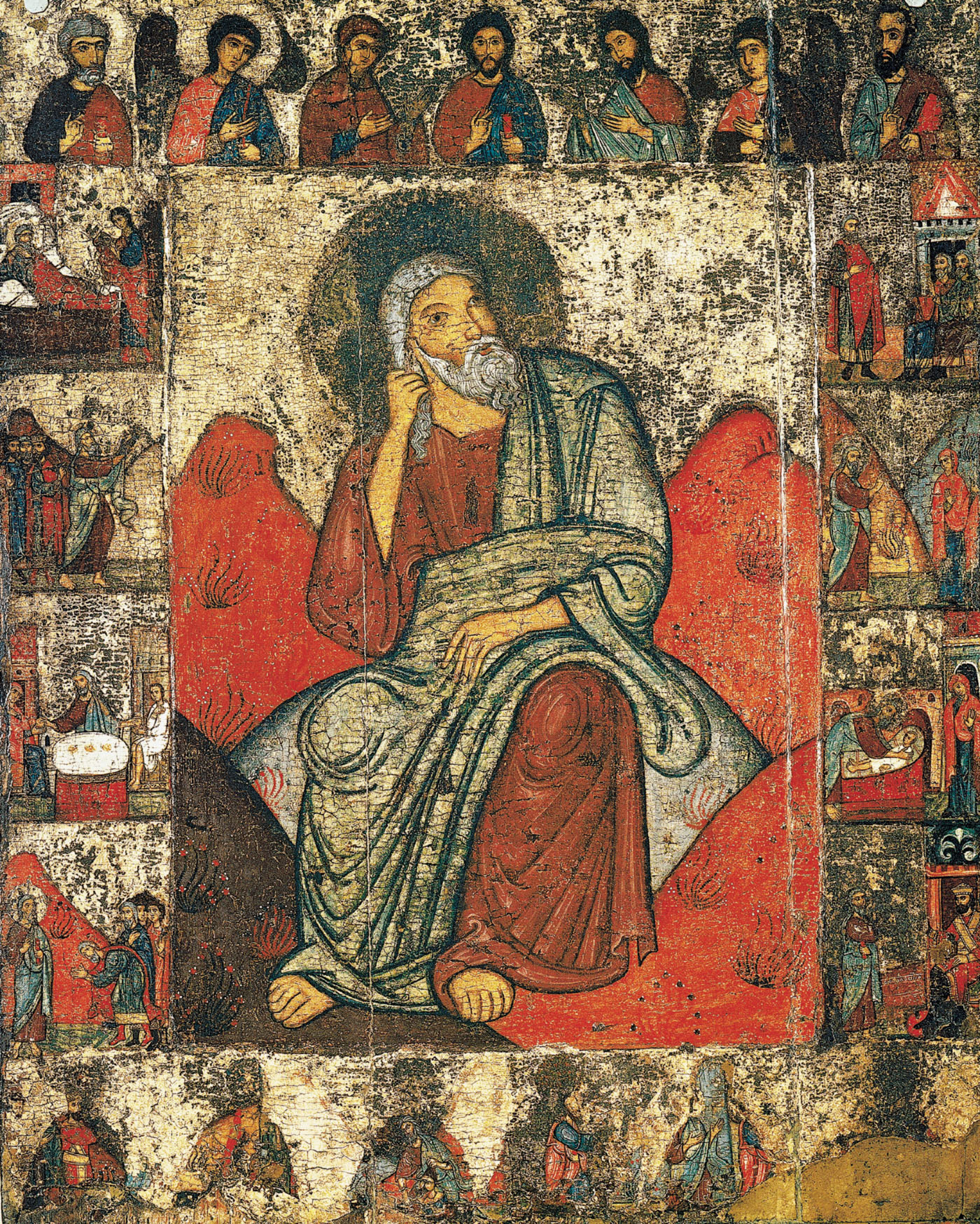
Le Prophète Élie au désert. Milieu du XIIIe siècle. Galerie Tretiakov
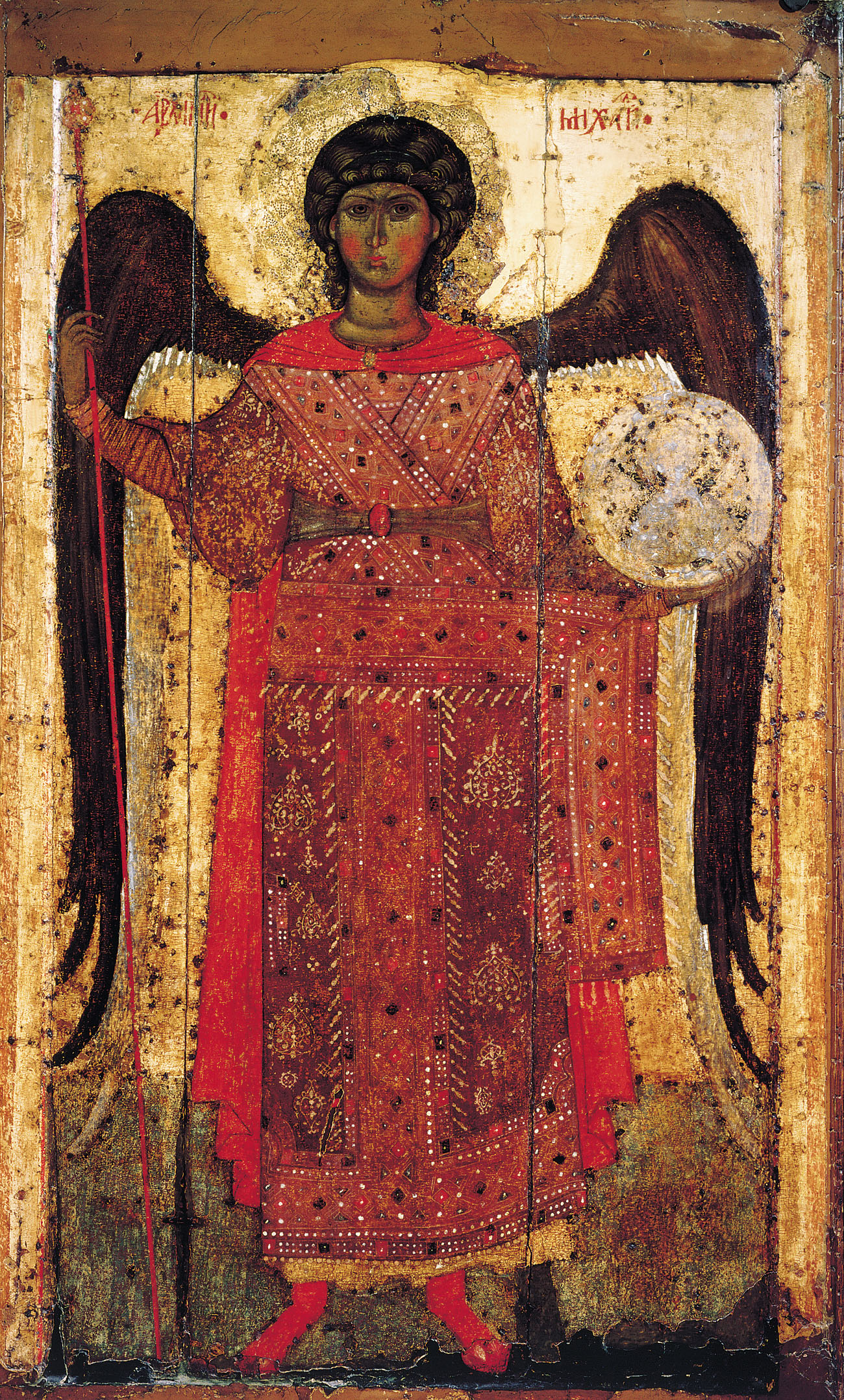
L'Archange Mikhaïl (Iaroslavl XIIIe siècle). Vers 1299—1300. Galerie Tretiakov.

### Pskov
L'icône « Le Prophète Élie au désert » de la paroisse de Vybouty près de la ville de Pskov semble être la plus ancienne qui soit conservée de cette ville. Au-dessus de l'icône une déisis, sur les côtés les évènements particuliers de sa vie dans une composition claire et simple. L'image du corbeau qui le nourrit manque au tableau ou n'a pas été conservée. La silhouette est calme et le visage attentif. Le visage du Saint est représenté avec plus de simplicité et de chaleur que dans les icônes pré-mongoles. Les coloris choisis sont doux et s'harmonisent bien avec le fond argenté de l'icône.

## XIVesiècle-XVesiècleNouveaux liens avec Byzance
Au début du XIVe siècle, les villes russes recréent des liens avec Byzance. À la suite de cette réactivation l'influence de Byzance recommence à se manifester sur leur culture durant la seconde moitié du siècle.
La Russie du nord-est avait conservé les premiers enseignements de Rostov. Mais dès la fin du XIIIe siècle se développe la principauté de Tver, et durant le premier quart du XIVe siècle, Moscou prit les devants, devenant, à partir de 1325, le siège du métropolite.
Les liens entre l'activité culturelle du nord-est de la Russie et la culture byzantine vont se réaliser durant la période de la Renaissance paléologue .

Le fondateur de la dernière dynastie byzantine Michel VIII Paléologue retourna à Constantinople en 1261, la ville étant aux mains des grecs. Son successeur sur le trône est Andronic II Paléologue (qui régna de 1282 à 1328).
A la cour d'Andronic II se développe un art raffiné, correspondant à une culture de courtisans cultivés dont l'intérêt pour l'art et la littérature antique s'accroit. La période de l'art byzantin du premier quart du XIVe siècle est appelée « Renaissance paléologue » 

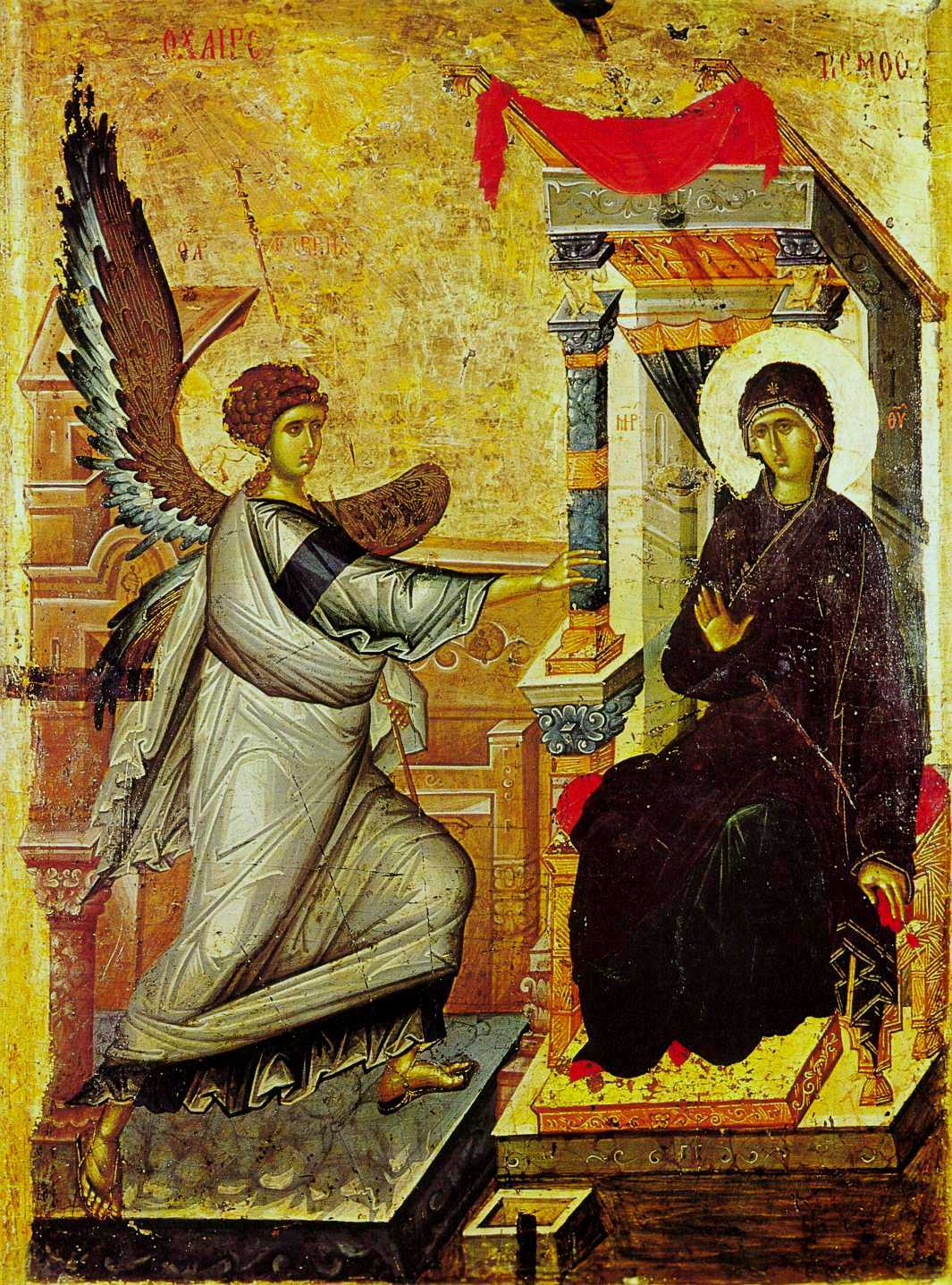
Icône de l'« Annonciation » de l'église St Clément et à Okhride en République de Macédoine. XIVe siècle.

Les icônes adoptent des formes très esthétisantes et utilisent abondamment les références à l'art antique. Elles sont créées en mosaïque et sont de tailles très réduites, quasiment miniatures, étant destinées à des chœurs de chapelles ou à des maisons patriciennes. 
Un des chefs-d'œuvre de cette époque paléologue à Byzance est l'icône des « Douze apôtres », de la collection du Musée des beaux-arts Pouchkine. La représentation de chaque apôtre est tellement individualisée qu'il nous semble voir devant nous le portrait de tel savant, tel poète, tel philosophe qui vivait à la cour impériale à cette époque.

Ces icônes sont caractérisées par des proportions irréprochables, une souplesse de la ligne, l'imposante stature des personnages, leur compréhension facile.
La peinture murale de l'époque présente des caractéristiques semblables à celles des icônes. Mais ici par contre l'époque paléologue a apporté beaucoup de nouveautés dans le domaine iconographique. Un grand nombre de sujets nouveaux et de cycles narratifs font leur apparition. Ces sujets sont liés à une symbolique complexe qui s'attache à l'interprétation de la Bible et des textes liturgiques. A Constantinople subsistent plusieurs ensembles de fresques du début du XIVe siècle, dont celui du monastère Saint-Sauveur-in-Chora. Diverses scènes de la vie de Marie (mère de Jésus) et des Évangiles apparaissent dans une scénographie encore inhabituelle à l'époque, basée sur des détails de la vie de Sainte-Marie. 
Au cours des dernières années de la vie du métropolite d'origine byzantine mais installé à Kiev, Maxime de Kiev (entre 1299—1305) fut réalisée l'Icône Maximovskaïa de la Mère de Dieu (conservée près de sa tombe à la Cathédrale de la Dormition de Vladimir, (puis Musée de Vladimir-Souzdal). L'iconographie de celle-ci est unique et est liée à la personnalité du métropolite Maxime. Il est représenté en miniature au pied de Notre-Dame sur une tour, également en miniature, recevant de celle-ci l'omophorion. Les figures de Notre-Dame et du Christ sont de grandes tailles et même imposantes. La composition souligne le mouvement de la mère et de l'enfant vers le métropolite.
Le Christ aux grands yeux (ru) se distingue par la dramaturgie intense de l'icône qui est provoquée par le contraste entre les rides profondes et bien marquées du front et l'intensité de la lumière qui se dégage des autres parties du visage .

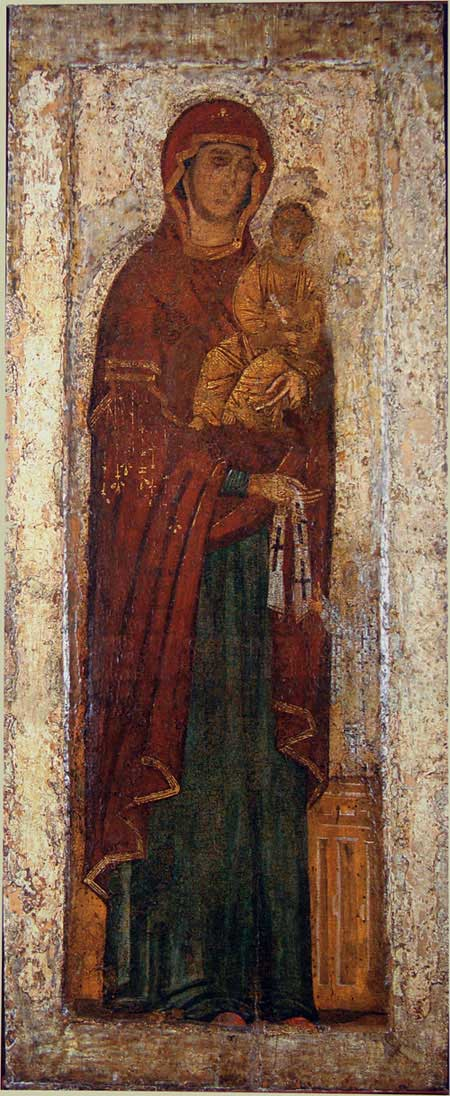
Icône Maximovskaïa de la Mère de Dieu
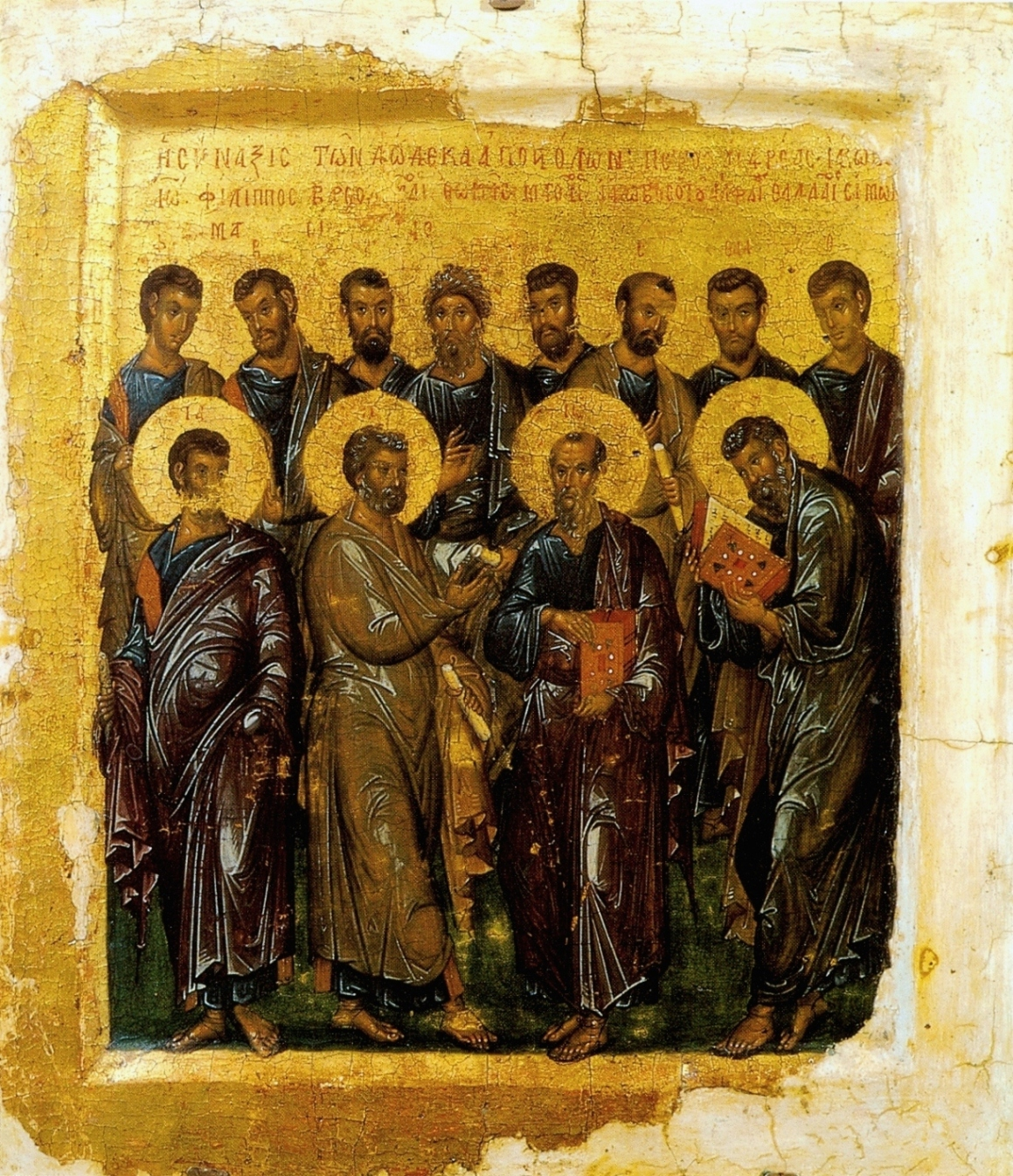
Icône des " Douze apôtres " (Musée Pouchkine) XIVe siècle
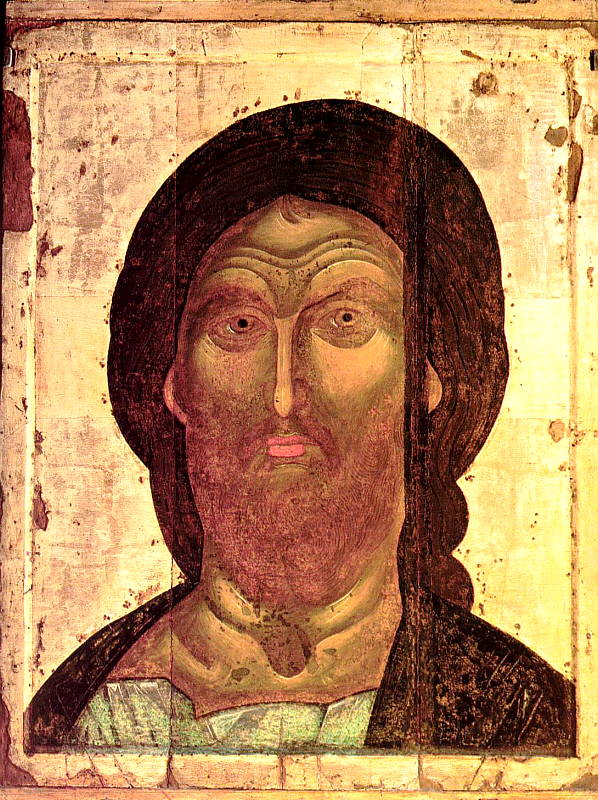
Le Christ aux grands yeux ou "Iaroe Oko". Milieu-fin du XIVe siècle.

### Novgorod

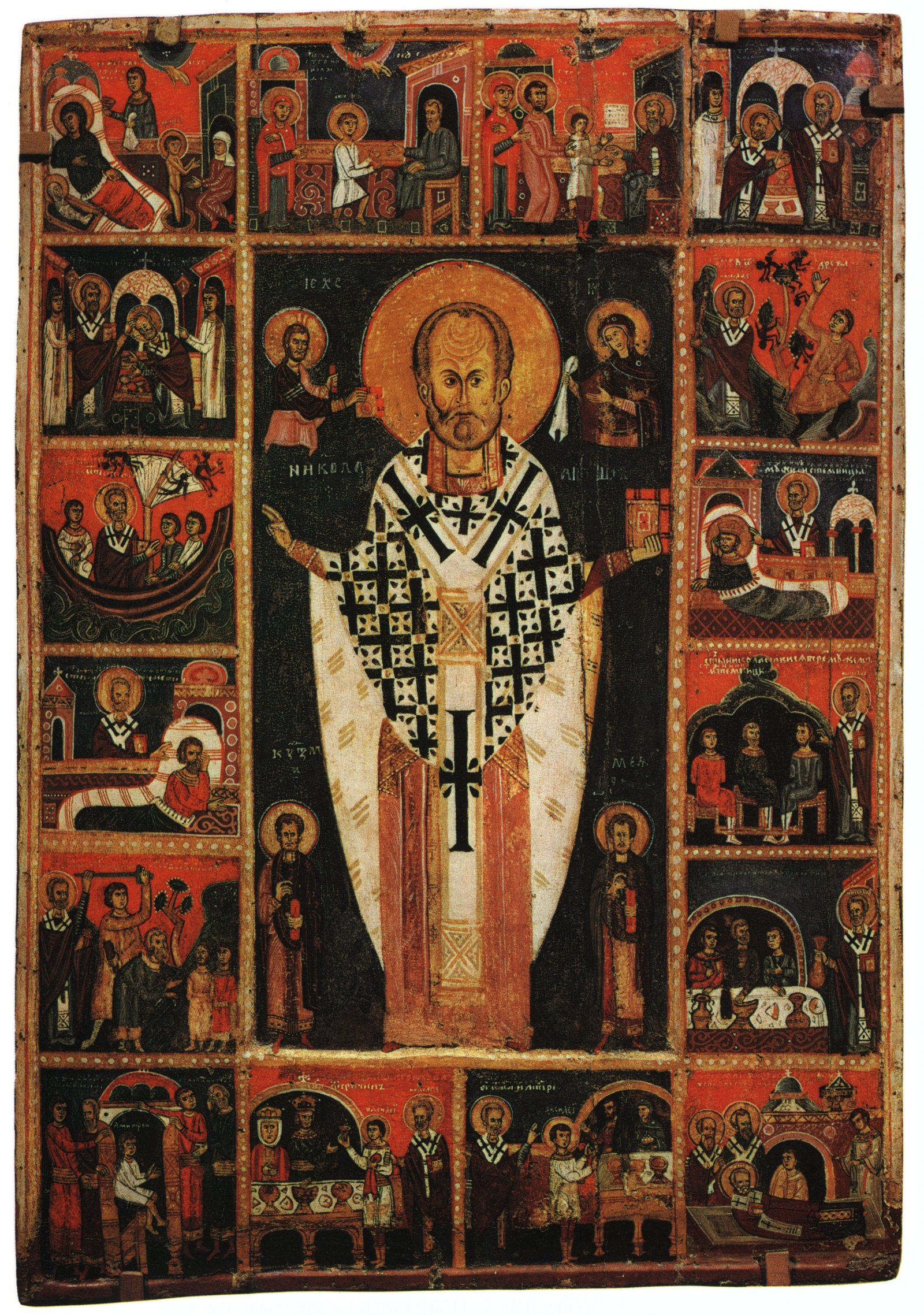
Vie de St Nicolas avec Cosme et Damien au Musée Russe-première moitié XIVe siècle

Dans le courant du XIVe siècle, l'art de Novgorod a conservé les traits archaïsants de l'iconographie de la fin du XIIIe siècle. Il s'est développé dans le riche réservoir populaire de l'iconographie, lié au vaste monde provincial de Novgorod. Toutefois l'activité inlassable des archevêques a aidé au développement et à l'assimilation de l'art issu de la « renaissance paléologue ».
Sous l'archevêque Vasili Kalika (qui occupa ce siège de 1330 à 1352) des groupes de peintres grecs travaillent à Novgorod et influencent les artistes locaux. Leurs icônes présentent des compositions complexes, des personnages aux poses variées et une riche gamme de coloris.
L'archevêque Vasili fait réaliser également la décoration des portes de sanctuaires suivant la technique décorative de la dorure recouvrant un fond en cuivre.
Parmi les icônes encore attachées à l'archaïsme antique il faut citer l'icône de « Vie de Saint Nicolas avec Cosme et Damien » de la paroisse d'Ozioreva (Musée russe).
Durant la seconde moitié du XIVe siècle, les icônes provenant de Novgorod sont encore influencées par l'art paléologue ce qui ne les empêche pas de posséder une expressivité propre à Novgorod .
La production artistique de l'école de Novgorod est la première parmi les autres écoles russes à avoir été étudiée scientifiquement par des chercheurs historiens d'art. Dès 1724 paraît un livre en allemand de Johan Alexander Döderlein, qui devint le premier livre au monde sur l'iconographie russe. 

### Pskov

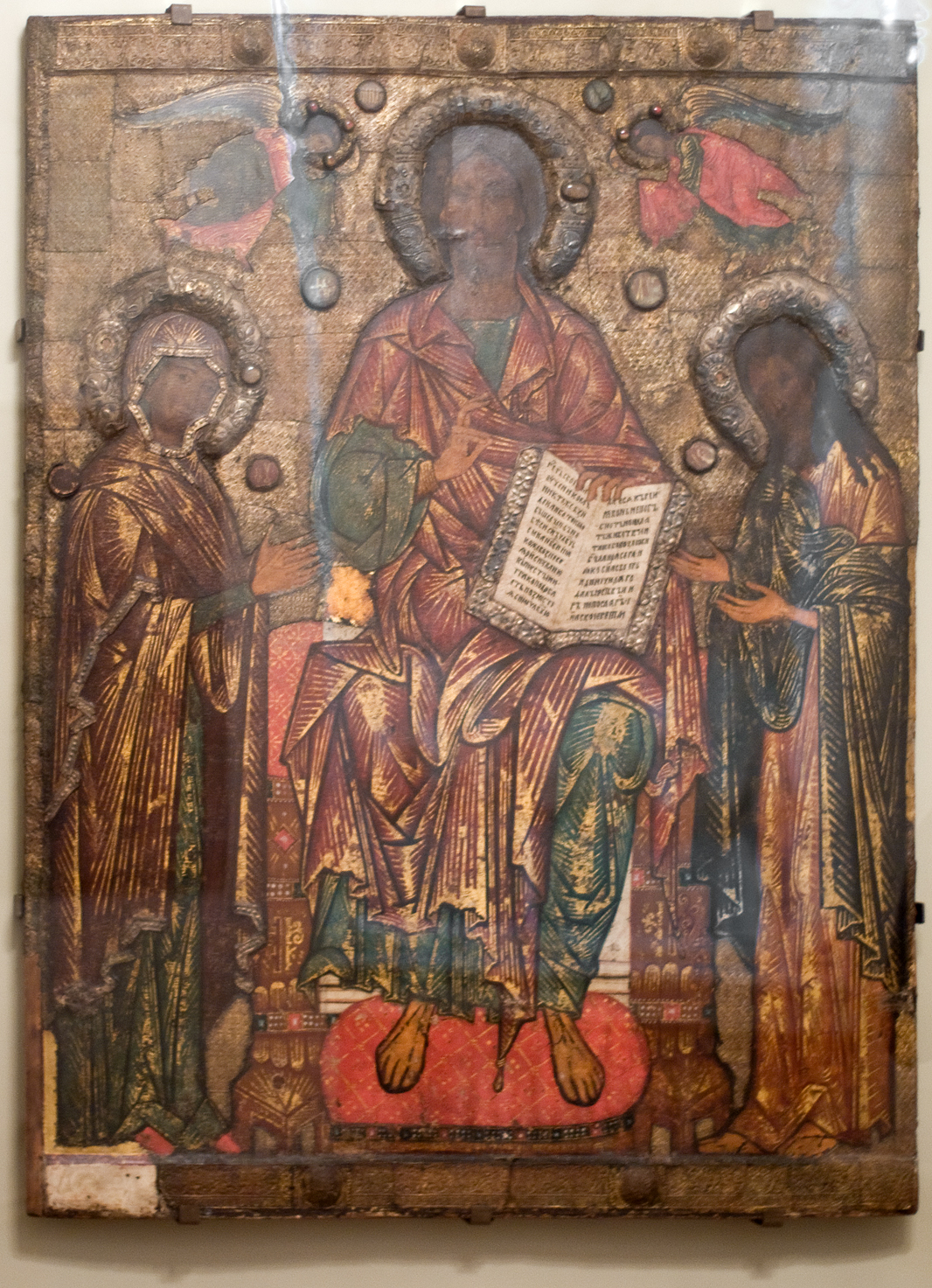
Deisis. Milieu du XIVe siècle. Musée russe. Pskov
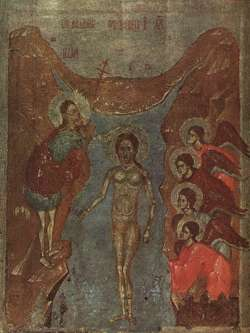
Baptême. Milieu XIVe siècle. Pskov
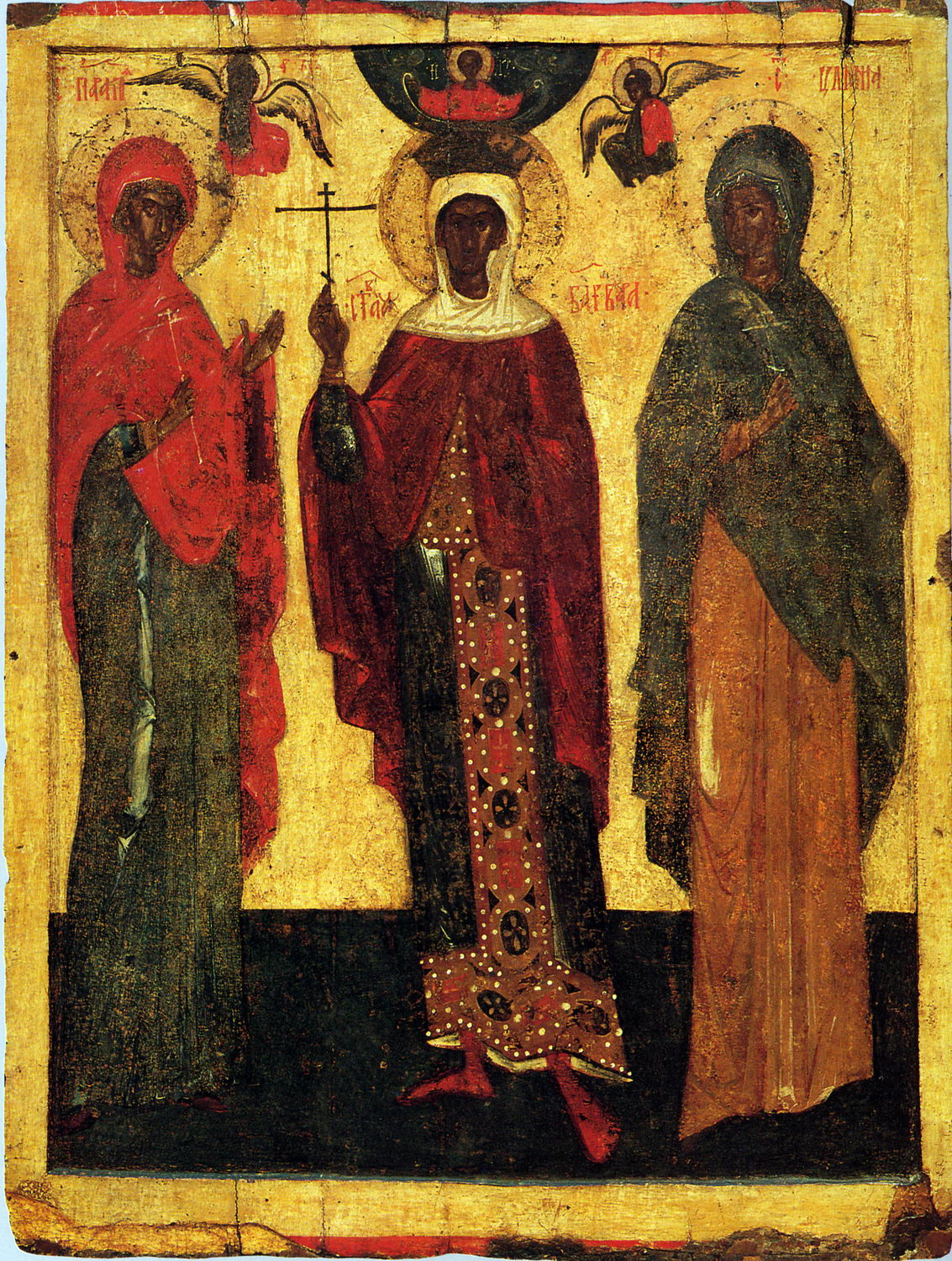
Martyres Paraskeva, Varvara, Ouliana. Fin XIVe siècle. Pskov

De toutes les cités vassales de Novgorod la plus importante est Pskov qui était appelée « le frère cadet de Novgorod ». À partir de 1348 Pskov acquiert son autonomie politique. Son indépendance en matière artistique s'affirme également tout en suivant une série de traits caractéristiques au fur et à mesure de son développement.
- Les premières fresques qui ont été conservées à Pskov datent du début du XIVe siècle et se trouvent dans la cathédrale du monastère de Snetogorski. Ces fresques de 1313 et quelques icônes de la première moitié du XIVe siècle possèdent déjà toutes les caractéristiques de l'iconographie locale. La conception des fresques de la cathédrale du monastère se réalise à partir d'idées théologiques, d'allusions à des sources littéraires écrites. Ces particularités ont été conservées également dans l'iconographie et au XVIe siècle les icônes de Pskov ont eu une influence sur l'art des icônes en Russie.

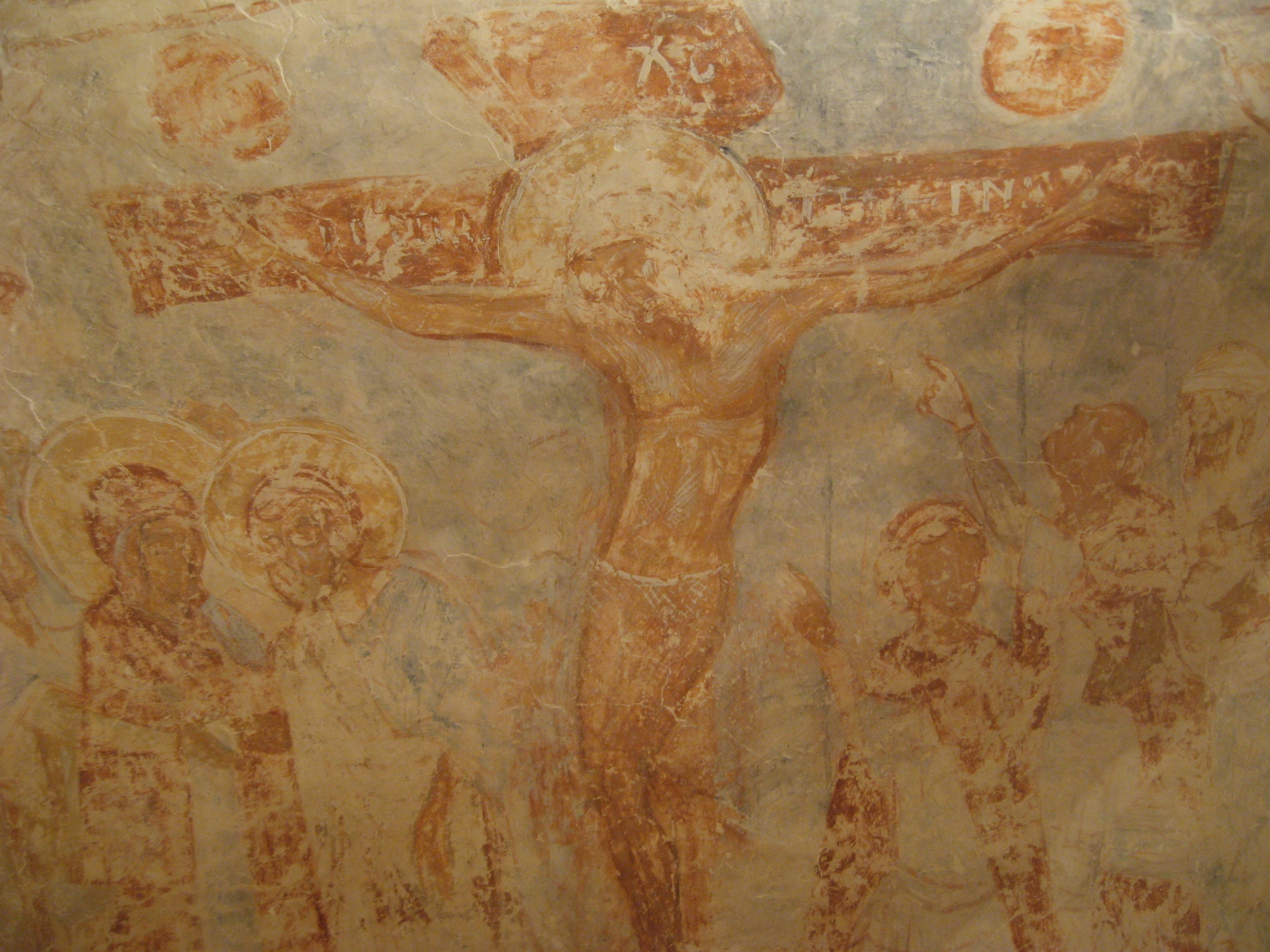
Église de la Nativité-de-la-Vierge du monastère de Snetogorski fresque de la Crucifixion - Pskov

- Une grande partie des fresques et des icônes telles que celles du « Baptême » datent de la moitié du XIVe siècle.
- La Déisis du Musée russe a également été réalisée au milieu du XIVe siècle. Elle est couverte de feuilles d'or sur les plis des vêtements appelées « assist » qui rappellent l'époque pré-mongole [12].
- L'icône des martyres Sainte-Paraskeva, Varvara et Ouilana représente les saintes avec des visages minces et allongés. Elles sont représentées comme en mouvement du fait de la position respective de leurs mains. Le fond de l'icône est doré ; les vêtements verts et rouge foncé sont couverts de petites étincelles de lumières[13].

### Moscou

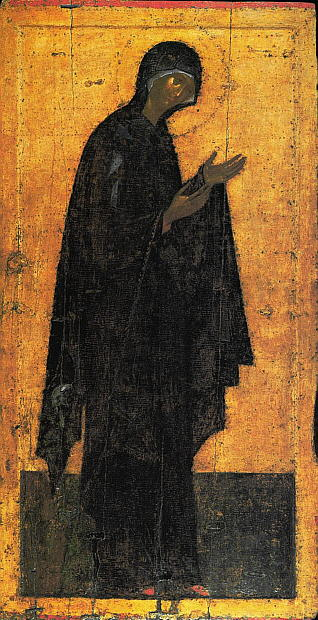
Mère de Dieu. Icône de la Déisis de la cathédrale de l'annonciation de Moscou (Kremlin). 1380-90

À la fin du XIVe siècle, la vie culturelle de la Russie se concentre à Moscou. C'est là que travaillent ses nombreux maîtres et invités étrangers : les Grecs, les Serbes. Théophane le Grec y a travaillé à la fin de sa vie. L'iconographie de cette période a préparé le début du développement du XVe siècle avec la naissance d'un génie, Andreï Roublev. Celui-ci a travaillé aussi avec Daniil Tcherny dont la biographie est peu étoffée. Ce développement d'une peinture de premier ordre s'est poursuivi jusqu'au XVIe siècle grâce, notamment, à une des figures majeures de cette école : Dionisius (1440-1520).

Vers la fin du XIVe siècle apparaissent les premières grandes iconostases. Cette barrière d'icônes si caractéristique des églises russes, le visiteur s'imagine qu'elle a existé de tout temps. Or durant les premiers siècles chrétiens le sanctuaire n'était séparé de la nef que par une grille basse. Puis furent placées des icônes sur un rang, sur deux, enfin sur cinq, jusqu'à isoler complètement les fidèles de l'officiant
- C'est à cette époque qu'il faut rattacher la Deisis qui se trouve aujourd'hui à la Cathédrale de l'Annonciation de Moscou au Kremlin de Moscou. Elle est attribuée à Théophane le Grec, bien qu'elle pourrait provenir d'un autre peintre grec pour une autre grande cathédrale. Elle frappe par son « titanisme » et rappelle la magnificence des peintures byzantines.
- Mais la plupart des icônes ont un contenu moins pathétique et sont de tailles moins monumentales. Leur atmosphère est alors celle de la prière silencieuse et de la concentration spirituelle.

La plus connue est l' « Icône de la Mère de Dieu du Don » avec sur le revers l'image de la Dormition (Galerie Tretiakov). Elle a probablement été créée vers 1392, pour la cathédrale de la Dormition à Kolomna. Si l'image de la Vierge et de Jésus témoigne d'une rare harmonie et de sentiments chaleureux, l'image de la Dormition sur l'envers est d'une toute autre nature. Les expressions des sentiments y sont fortes, particulièrement les traits des visages des apôtres et les silhouettes des personnages brisés par le départ de la Vierge.

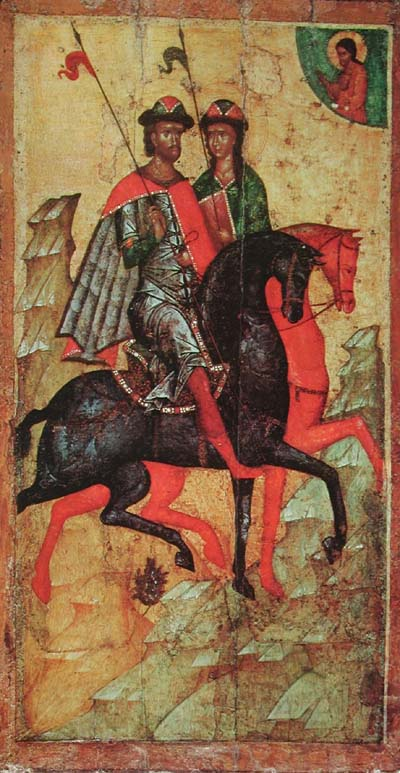
Boris et Gleb à cheval. Fin du XIVe siècle

- Certaines icônes de cette époque qui ont été conservées, utilisent une nouvelle écriture annonçant le style ultérieur de l'iconographie russe. Elles diffèrent par leur douceur et leur finesse.

Parmi celles-ci peuvent être citées «Jean le Baptiste — Ange du désert » (Galerie Trétiakov), Saint-Nicolas du Monastère Nicolas Ougrechski (ru) (Galerie Tretiakov), la Mère de Dieu Odigitria (Galerie Tretiakov), installée en 1397 par Cyrille Belozersky dans son nouveau monastère.
- L'icône de Boris et Gleb à cheval, conservée au Kremlin de Moscou, retient l'attention par l'équilibre et la délicatesse qui émane de l'image des deux frères.
- La grande icône de Pâques de la descente du Christ aux Enfers provient de Kolomna (Galerie Tretiakov). Il n'en ressort ni pleurs ni tristesse. Une majesté tranquille se dégage au contraire de celle-ci et procure le calme et la joie. La grandeur de l'image est créée par l'agencement des figures et les multiples détails de l'icône.

- L'icône de la Transfiguration fait partie des plus connues de l'iconographie moscovite. Elle date de 1403 et a été créée pour la cathédrale de Pereslavl-Zalesski. Elle est attribuée à l'école de Théophane le Grec. La majesté, la monumentalité qui en ressort la fait attribuer à la peinture paléologue tardive. Son auteur doit être un peintre russe qui a adopté de nombreuses techniques byzantines. La géométrie de la composition la fait baigner dans la beauté et la vérité[15].

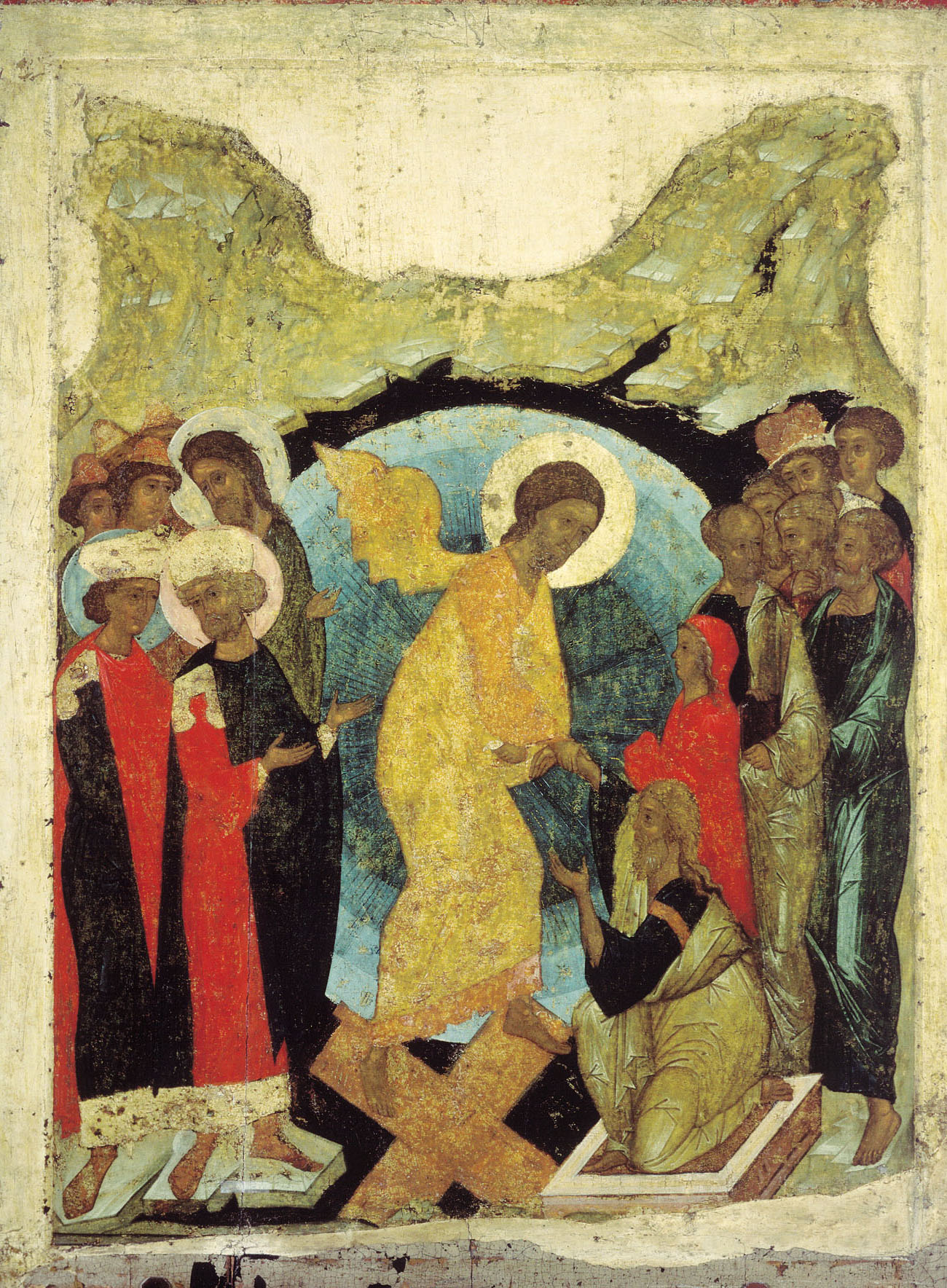
Descente aux Enfers (icônes)(1408, Galerie Tretiakov)
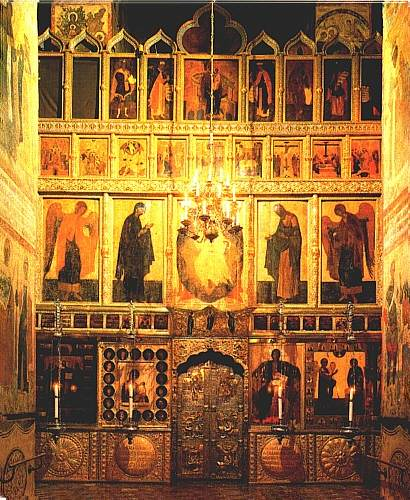
Iconostase de la cathédrale de l'Annonciation, Moscou, par Théophane le Grec, 1405 - la première iconostase à cinq rangées
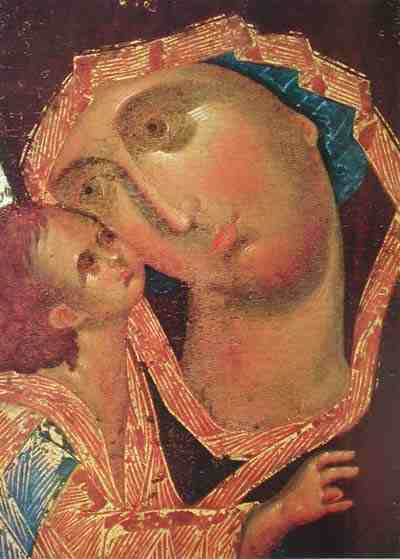
La Vierge du Don. Fin du XIVe siècle.
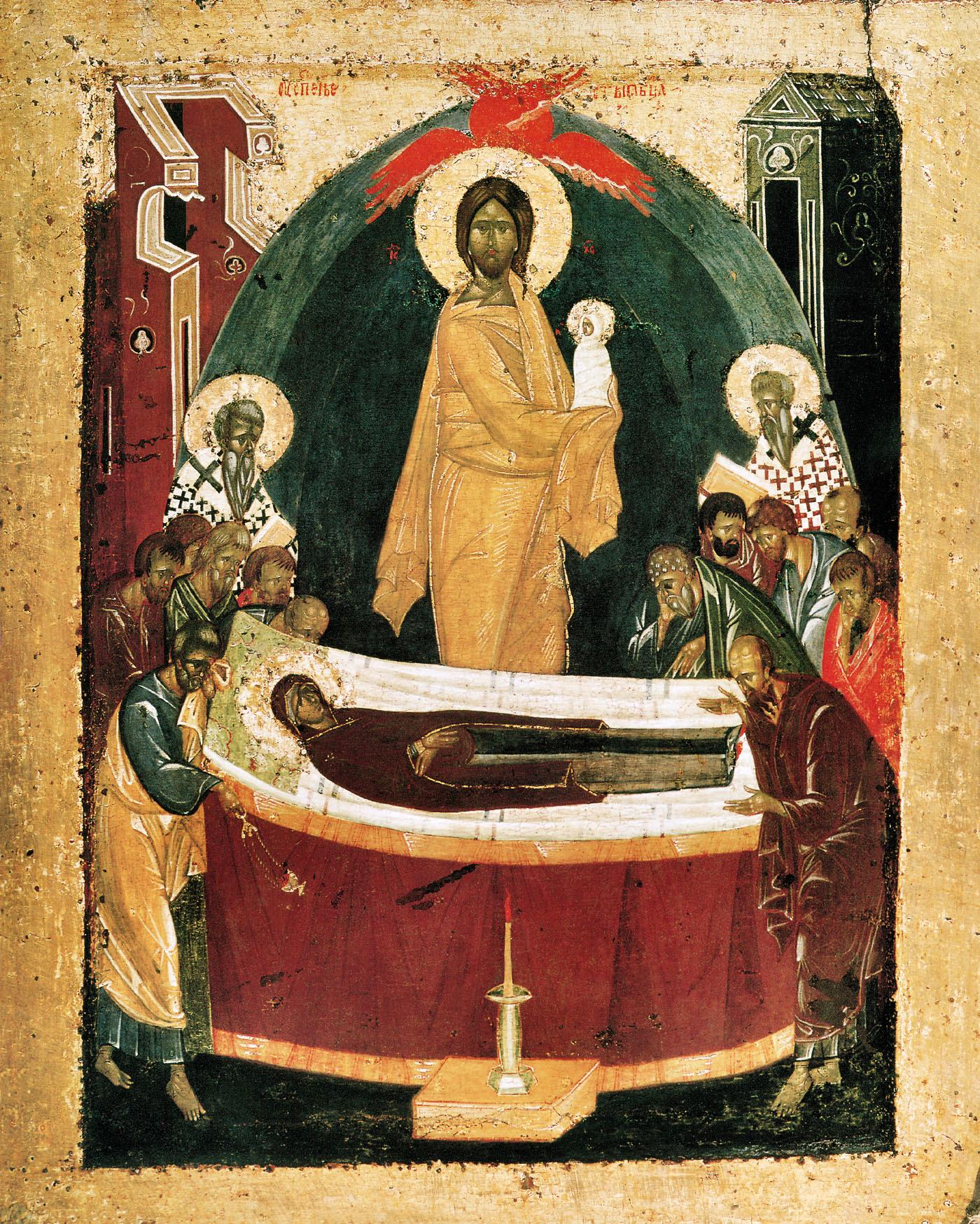
Envers de l'icône La Vierge du Don. Dormition de la Vierge
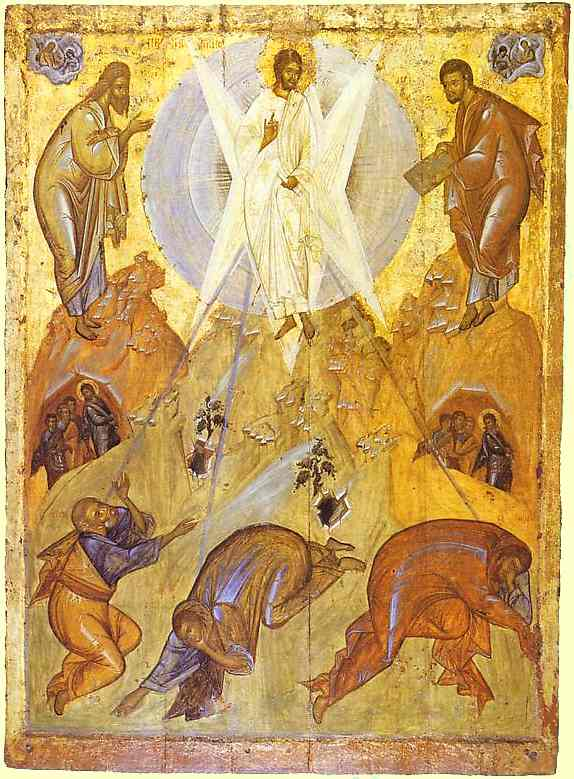
Transfiguration (1403 Galerie Tretiakov). École de Théophane le Grec.

## Fin duXVesiècle-XVIesiècle
Les écoles de Novgorod et de Moscou ont produit d'authentiques chefs-d'œuvre jusqu'au XVIe siècle. 
À la fin du XVIe siècle l'École Stroganoff, avec un de ses maîtres les plus connus Procope Tchirine et l'École Godounov tentent de maintenir les traditions plus anciennes dans l'iconographie russe comme celles de Dionisius.

## XVIIesiècleLa Décadence de l'iconographie russe
Malgré les brillantes réalisations iconographiques des peintres Simon Ouchakov, Alexandre Kazantsev (Ostafev), Goury Nikitine la décadence se précise au fur et à mesure du rapprochement du tsarat de Pierre Ier le Grand. L'influence occidentale et l'apparition des premiers balbutiements de la peinture "moderne" se précisent à la fin du XVIIe siècle.

## XVIIIesiècle
Au début du XVIIIe siècle, l'influence de l'Occident après le règne de Pierre Ier le Grand fait apparaître de nouveaux sujets d'icônes tels le Labyrinthe spirituel. L'icône n'est plus un moyen d'entrer en communication avec Dieu mais plutôt un guide destiné aux pécheurs pour trouver la voie de paradis.   